# Девід Брайан
Брайан Джеймс Девіс (5 серпня 1914 — 15 липня 1993), більш відомий як Девід Брайан — американський актор. Найбільш відомий за роль у фільмі "Зловмисник у пилу" (1949), за яку отримав визнання критиків і номінацію на "Золотий глобус". Серед інших помітних ролей Брайана — "Прокляті не плачуть" (1950), "Ця жінка небезпечна" (1952), "Гвинтівка Спрінгфілда" (1952), "Світанок у Сокорро" (1954) та "Високий і могутній" (1954).
8 лютого 1960 року Брайан отримав зірку на Голлівудській алеї слави на Голлівудському бульварі 7021.

## Ранні роки
Брайан народився під ім'ям Брайан Девіс у Нью-Йорку. Після школи в Міському коледжі він знайшов роботу швейцара, потім увійшов у шоубізнес, виступаючи з піснями й танцями у водевілях і нічних клубах. Під час Другої світової війни він служив у Береговій охороні США, а після війни повернувся до виступів на нью-йоркській сцені.

## Фільми
Брайан у 1949 році підписав контракт з Warner Bros. Уродженець Нью-Йорка знявся в таких фільмах, як "Шлях фламінго" (1949) і "Прокляті не плачуть" (1950) з Джоан Кроуфорд, а також "За лісом" (1949) з Бетті Девіс. Він також зіграв роль у фільмі "Гвинтівка Спрінгфілда" (1952) з Гері Купером, а також у фільмі Джона Вейна "Великий і могутній" (1954) в ролі Кена Чайлдса.
Брайан був номінований на премію "Золотий глобус" як найкращий актор другого плану за роль у фільмі "Зловмисник у пилу" (1949).

## Телебачення
У 1950-х і 1960-х роках Брайан активно знімався на телебаченні, граючи запрошені ролі в десятках шоу, від драматичних до комедійних, від "Сиром'ятної шкіри" до "Я мрію про Дженні". У 1954 і 1955 роках він грав головного героя в телесеріалі "Пан окружний прокурор".
Брайан має зірку в телевізійній секції Голлівудської алеї слави. Вона була відкрита 8 лютого 1960 року.

## Особисте життя
Брайан був одружений з Бонітою Фідлер; вони розлучилися в 1948 р. У 1950 р. вона подала проти нього позов про визнання батьківства, домагаючись від нього підтримки для сина, народженого нею. У позові стверджувалося, що Брайан визнав себе батьком дитини. Адвокат Брайана, з іншого боку, стверджував, що Брайан не вважає себе батьком дитини. На момент подання позову Брайан був одружений з Едріан Бут, актрисою, відомою як Лорна Грей. 11 серпня 1951 року суд присяжних виніс рішення на користь Брайана після того, як інший чоловік засвідчив, що мав інтимні стосунки з матір'ю "кілька разів протягом року перед народженням дитини".
Шлюб Брайана з Бут також мав юридичні проблеми. У 1949 році колумніст Джиммі Фідлер повідомив, що "нещодавній шлюб Бут з актором Девідом Брайаном був скасований суддею Лос-Анджелеса через незаконність його розлучення з колишньою дружиною".

## Смерть
Брайан помер 15 липня 1993 року від хвороби серця і раку в Шерман-Оукс, Каліфорнія.